# ムサシ (戯曲)
『ムサシ』は、井上ひさし作の戯曲。巌流島の決闘後、6年後に鎌倉の禅寺で宮本武蔵と佐々木小次郎が再会したという設定である。
朝日新聞創刊130周年記念・テレビ朝日創業50周年記念・彩の国さいたま芸術劇場開場15周年記念作品として蜷川幸雄演出で2009年に初演。2010年、2013年、2014年に蜷川演出で再演。2018年に蜷川演出版を再演。2021年に蜷川オリジナル演出、吉田鋼太郎演出で再演。日本国内の他、2010年はロンドン、ニューヨーク、2013年はシンガポール、2014年はソウル、2018年は上海でも公演した。2018年の上海公演大千秋楽で210回公演を達成した。

## あらすじ
慶長十七年（1612年）陰暦四月十三日正午、豊前国小倉沖の舟島。真昼の太陽が照り付けるなか、宮本武蔵と佐々木小次郎が、たがいに厳しく睨み合っている。小次郎は愛刀「物干し竿」を抜き放ち、武蔵は背に隠した木刀を深く構える。武蔵が不意に声をあげる。「この勝負、おぬしの負けと決まった」。約束の刻限から半日近くも待たされた小次郎の苛立ちは、すでに頂点に達していた。小次郎が動き、勝負は一撃で決まった。勝ったのは武蔵。検死役の藩医に「お手当てを!」と叫び、疾風のごとく舟島を立ち去る武蔵。佐々木小次郎の「巌流」をとって、後に「巌流島の決闘」と呼ばれることになる世紀の大一番は、こうして一瞬のうちに終わる。
舟島の決闘から6年後の元和4年（1618年）夏。鎌倉は佐助ヶ谷、源氏山宝蓮寺。名もなき小さなこの寺で、いままさに寺開きの参籠禅が執り行われようとしていた。大徳寺の長老沢庵宗彭を導師に迎え、能狂いの柳生宗矩、寺の大檀那である木屋まいと筆屋乙女、そして寺の作事を務めた武蔵も参加している。ところがそこへ、佐々木小次郎が現れた。舟島でかろうじて一命をとりとめた小次郎は、武蔵憎しの一念で、武蔵の行方を追いかけて、ここ宝蓮寺でついに宿敵をとらえたのだ。今度こそは「五分と五分」で決着をつけようと、小次郎は武蔵に「果し合い状」を突きつける。こうして、世に並ぶなき二大刺客、宮本武蔵と佐々木小次郎の命をかけた再対決が「三日後の朝」と約束されるのだが……。

## 2009年初演

### 公演期間
- 2009年3月4日（水） - 4月19日（日） 54公演　彩の国さいたま芸術劇場 大ホール（さいたま市）
- 2009年4月25日（土） - 5月10日（日） 20公演　シアター・ドラマシティ（大阪市）

### スタッフ
- 作：井上ひさし（吉川英治「宮本武蔵」より）
- 演出：蜷川幸雄
- 音楽：宮川彬良
- 美術：中越司
- 照明：勝柴次朗
- 衣装：小峰リリー
- 音響：井上正弘
- かつら：秋庭優一
- 殺陣：國井正廣
- 振付：広崎うらん・花柳錦之輔
- 能指導：本田芳樹
- 狂言指導：野村萬斎
- 演出補：井上尊晶
- 舞台監督：小林清隆
- テクニカル・コーディネーター：金井勇一郎
- 主催：朝日新聞社・テレビ朝日・財団法人埼玉県芸術文化振興財団・こまつ座・ホリプロ
- 企画制作：ホリプロ

### キャスト
- 宮本武蔵：藤原竜也
- 佐々木小次郎：小栗旬
- 筆屋乙女：鈴木杏
- 沢庵宗彭：辻萬長
- 柳生宗矩：吉田鋼太郎
- 木屋まい：白石加代子
- 平心：大石継太
- 忠助：堀文明
- 浅川甚兵衛：塚本幸男
- 浅川官兵衛：高橋努
- 只野有膳：井面猛志

### テレビ
- 『ムサシ』（2009年7月18日放送、WOWOW）

### DVD
- 『ムサシ』（2009年9月16日発売、ポニーキャニオン）
- 『ムサシ激動の123日間の舞台裏 ～蜷川幸雄と若き俳優たち～』（2010年4月21日発売、ポニーキャニオン）

## 2010年ロンドン・ＮＹバージョン

### 公演期間
- 2010年5月5日（水） - 5月8日（土）　ロンドン・Barbican Centre （英国）
- 2010年5月15日（土） - 6月10日（木） 32公演　彩の国さいたま芸術劇場 大ホール（さいたま市）
- 2010年7月7日（水） - 7月10日（土） ニューヨーク・David H. Kock Theater（リンカーン・センター内） （米国）

ロンドン公演の海外評は『悲劇喜劇』（2010年7月号）、ニューヨーク・タイムズの劇評に関しては今村紅子「ブロードウェイと井上ひさし」（『国文学解釈と鑑賞』2011年2月号）が詳しい。

### スタッフ
- 作：井上ひさし（吉川英治「宮本武蔵」より）
- 演出：蜷川幸雄
- 音楽：宮川彬良
- 美術：中越司
- 照明：勝柴次朗
- 衣装：小峰リリー
- 音響：井上正弘
- かつら：秋庭優一
- 殺陣：國井正廣
- 振付：広崎うらん・花柳寿楽
- 能指導：本田芳樹
- 狂言指導：野村萬斎
- 演出補：井上尊晶
- 舞台監督：小林清隆
- プロダクション・マネージャー：金井勇一郎
- 主催：朝日新聞社・テレビ朝日・財団法人埼玉県芸術文化振興財団・こまつ座・ホリプロ
- 企画制作：ホリプロ

### キャスト
- 宮本武蔵：藤原竜也
- 佐々木小次郎：勝地涼
- 筆屋乙女：鈴木杏
- 沢庵宗彭：六平直政
- 柳生宗矩：吉田鋼太郎
- 木屋まい：白石加代子
- 平心：大石継太
- 忠助：塚本幸男
- 浅川甚兵衛：飯田邦博
- 浅川官兵衛：堀文明
- 只野有膳：井面猛志

### 映画
- Livespire『ムサシ』（2010年12月25日　東劇ほか全国にて順次公開、ソニー）

### DVD
- 『ムサシ　ロンドン・NYバージョン』（2011年4月20日発売、ポニーキャニオン）

## 2013-2014年ロンドン・ＮＹバージョン

### 公演期間
- 2013年9月27日（金） - 10月20日（日） 26公演　彩の国さいたま芸術劇場 大ホール（さいたま市）
- 2013年10月25日（金） - 10月29日（火） 7公演　シアター・ドラマシティ（大阪市）
- 2013年11月8日（金） - 11月9日（土） 2公演　シンガポール・Esplanade - Theatres on the Bay）
- 2014年3月7日（金） - 3月15日（土） 11公演　Bunkamura シアターコクーン（渋谷区）
- 2014年3月21日（金） - 3月23日（日） 4公演　韓国・LGアートセンター
- 2014年4月12日（土） - 4月13日（日） 3公演　アステールプラザ大ホール（広島市）
- 2014年4月19日（土） - 4月20日（日） 2公演　長崎ブリックホール（長崎市）
- 2014年4月26日（土） - 4月27日（日） 2公演　金沢歌劇座（金沢市）

### スタッフ
- 作：井上ひさし（吉川英治「宮本武蔵 (小説)|宮本武蔵」より）
- 演出：蜷川幸雄
- 音楽：宮川彬良
- 美術：中越司
- 照明：勝柴次朗
- 衣装：小峰リリー
- 音響：井上正弘
- かつら：秋庭優一
- 殺陣：國井正廣
- 振付：広崎うらん・花柳錦之輔
- 能指導：本田芳樹
- 狂言指導：野村萬斎
- 演出補：井上尊晶
- 演出助手：大河内直子
- 舞台監督：小林清隆
- テクニカル・コーディネーター：金井勇一郎
- 主催：こまつ座・ホリプロ
- 企画制作：ホリプロ

### キャスト
- 宮本武蔵：藤原竜也
- 佐々木小次郎：溝端淳平
- 筆屋乙女：鈴木杏
- 沢庵宗彭：六平直政
- 柳生宗矩：吉田鋼太郎
- 木屋まい：白石加代子
- 平心：大石継太
- 忠助：塚本幸男
- 浅川甚兵衛：飯田邦博
- 浅川官兵衛：堀文明
- 只野有膳：井面猛志

## 2018年 蜷川幸雄三回忌追悼公演

### 公演期間
- 2018年2月11日（日） - 2月25日（日） 17公演　Bunkamura シアターコクーン（渋谷区）
- 2018年3月3日（土） - 3月11日（日） 10公演　彩の国さいたま芸術劇場 大ホール（さいたま市）
- 2018年3月16日（金） - 3月21日（水） 7公演　シアター・ドラマシティ（大阪市）
- 2018年3月29日（木） - 4月1日（日） 4公演　中国・上海文化広場

### スタッフ
- 作：井上ひさし（吉川英治「宮本武蔵 (小説)|宮本武蔵」より）
- 演出：蜷川幸雄
- 音楽：宮川彬良
- ニナガワカンパニー代表　蜷川宏子
- 美術：中越司
- 照明：勝柴次朗
- 衣装：小峰リリー
- 音響：井上正弘
- かつら：秋庭優一
- 殺陣：國井正廣・栗原直樹
- 振付：広崎うらん・花柳寿楽
- 能指導：本田芳樹
- 狂言指導：野村萬斎
- 演出補：井上尊晶
- 舞台監督：小林清隆・今野健一
- プロダクション・マネージャー：金井勇一郎
- 主催・企画制作：ホリプロ

### キャスト
- 宮本武蔵：藤原竜也
- 佐々木小次郎：溝端淳平
- 筆屋乙女：鈴木杏
- 沢庵宗彭：六平直政
- 柳生宗矩：吉田鋼太郎
- 木屋まい：白石加代子
- 平心：大石継太
- 忠助：塚本幸男
- 浅川甚兵衛：飯田邦博
- 浅川官兵衛：堀文明
- 只野有膳：井面猛志

## 2021年 蜷川幸雄七回忌追悼公演

### 公演期間
- 2021年8月25日（水） - 8月29日（日） 5公演　彩の国さいたま芸術劇場 大ホール（さいたま市）
- 2021年9月2日（水） - 9月26日（日） 22公演　Bunkamura シアターコクーン（渋谷区）
- 2021年9月30日（木） - 10月8日（金） 5公演　シアター・ドラマシティ（大阪市）
- 2021年10月15日（金） - 10月17日（日） 3公演　北九州芸術劇場 大ホール(北九州市)
- 2021年10月22日（金） - 10月24日（日） 3公演　浜松市浜北文化センター 大ホール(浜松市)